# Universität von Durban-Westville
Die Universität von Durban-Westville (englisch: University of Durban-Westville) kurz UDW, war eine staatliche Hochschuleinrichtung Südafrikas mit Sitz in Westville, einem Stadtteil von Durban in der ehemaligen Provinz Natal. Die Universität ist direkte Nachfolgeinstitution des seit 1961 schrittweise errichteten University College for Indians in Durban (Salisbury Island). Die UDW fusionierte 2004 mit der University of Natal zur Universität von KwaZulu-Natal.

## Entwicklung

### Vorläuferinstitution
Im Zuge der Umsetzung von Grundpositionen der „getrennten Entwicklung“ („separate development“) entwickelte die südafrikanische Regierung zu Beginn der 1960er Jahre Handlungsmuster, Anliegen der indischstämmigen Bevölkerung in die Strukturen ihrer Rassentrennungspolitik aktiv und passiv einzubinden. Dazu entstand 1961 auf nationaler Ebene ein Department of Indian Affairs mit einem „weißen“ Minister.
Im November 1960 wurde im Rahmen einer bildungspolitischen Offensive öffentlich mitgeteilt, dass die Errichtung eines University College for Indians für 1961 vorgesehen war. Der vorab berufene Universitätsrat hatte die Gründung der Hochschuleinrichtung vorzubereiten und stand unter der Leitung von A. J. H. van der Walt. Zum Vizekanzler (Rektor) berief man den Erziehungswissenschaftler Stephanus Petrus Olivier (1915–1998). Aus dem Kreis der politischen Organisationen der Inder kam es zu ablehnenden Reaktionen. Eine von ihnen in Durban abgehaltene Konferenz endete mit dem Aufruf an alle Inder im Land zur Nichtkooperation, weil man die Beteiligung an diesem Projekt als unangemessene Verknüpfung mit dem Apartheidsystem betrachtete.
Ungeachtet dessen nahm das durch staatliche Stellen konzipierte University College for Indians auf Salisbury Island in der Bucht von Durban seinen Betrieb auf. Dazu dienten vorhandene Gebäude eines ehemaligen Navy-Stützpunktes im Hafengebiet Durban. Über 40 Angestellte gehörten 1962 zum Personal dieser Einrichtung, nur sechs von ihnen waren Inder. Es wurden zu diesem Zeitpunkt Kurse in den Bereichen Naturwissenschaft, Kulturwissenschaft, Sozialwissenschaft, Wirtschaft, Verwaltung und Pharmazie angeboten. Für 1963 war die Erweiterung auf Pädagogik, Hygiene und Kunst vorgesehen. Ein Ausbildungsgang für Rechtswissenschaften befand sich zu diesem Zeitpunkt in Vorbereitung.
Als erster Professor aus dem Kreise indischstämmiger Akademiker erhielt Chunderban Ramfol eine Berufung, der daraufhin den Lehrstuhl für Psychologie im Jahre 1964 übernahm. Der Standort des University College for Indians im Hafengebiet von Durban blieb ein Provisorium. Im Rahmen der Suche nach Alternativen konzentrierte man sich 1963 auf Flächen im Quartier Chiltern Hills unweit des Stadtteils Westville, die ab 1966 bzw. 1967 für den Bau des endgültigen Campusareals vorgesehen waren.

### Aufbau der Universität in Westville
Aus staatlichen Haushaltsmitteln von 1967 wurden 510.544 Rand zum Flächenerwerb im Gebiet von Chiltern Hills aufgewendet und die Bauarbeiten aufgenommen. Inzwischen war der Lehrkörper auf 109 Weiße und 25 Inder im Jahr 1968 angewachsen und 1407 Studenten eingeschrieben. Der im selben Jahr beschlossene Universities Amendment Act (Act No. 24 / 1968) bereitete eine umfassende Hochschulreform in Hinblick auf eine neue Finanzierungsgrundlage „nichtweißer“ Hochschuleinrichtungen vor. Diesem folgte der Universities Amendment Act (Act No. 67 / 1969), durch den die bisherigen University Colleges der „nichtweißen“ südafrikanischen Bevölkerung in den Rang einer Universität gehoben werden konnten. Für das University College for Indians erfolgte diese Transformation mittels des University of Durban-Westville Act (Act No. 49 / 1969), der zugleich eine Umbenennung (University of Durban-Westville) der Einrichtung bestimmte. Zu diesem Zeitpunkt befand sich der Campus im Zuge der Errichtung weiterer Gebäude in fortschreitender Entwicklung. Die Verleihung des Universitätsranges in Folge des Gesetzes von 1969 erhielt durch die Proclamation 194/1970 für den 1. Januar 1971 rechtskräftige Wirkung.
Im Jahre 1978 räumte der University of Durban-Westville Amendment Act (Act No. 68 / 1978) den Hochschulgremien, besonders dem Universitätsrat erweiterte Rechte ein. Das betraf die Finanzverwaltung, die Ernennung des Rektors und weiterer Mitarbeiter und die Studiengebühren. Im selben Jahr konnten sich nun auch afrikanische und weiße Studenten immatrikulieren. Ihre volle Hochschulautonomie erlangte die UDW im Jahre 1984. Der Indians Education Amendment Act (Act No. 78 / 1984), ein Ergänzungsgesetz zum Indians Education Act von 1965 (Act No. 61), bildete die rechtliche Grundlage zur Errichtung eines Hochschulrats und des Senats.
Die Errichtung der Universität von KwaZulu-Natal aus zwei großen Hochschulen der Provinz im Jahre 2004 bildete den ersten Schritt dieser Art im Rahmen des Plans zur Restrukturierung der Bildung in Südafrika, der auf Initiative des Kabinetts 2002 begann.

## Fachbereiche 2003–2004
Mit der Eingliederung in die neue Universität war eine Neuordnung aller Fachbereiche erforderlich. Es existierten zu diesem Zeitpunkt folgende Fakultäten:
- Faculty of Commerce and Management Sciences
- Faculty of Education
- Faculty of Engineering
- Faculty of Health Sciences
- Faculty of Humanities
- Faculty of Law
- Faculty of Science

## Die Anzahl der Studierenden
Die Tabelle zeigt die Entwicklung der Studierendenzahl am University College for Indians (1961–1970) bzw. an der Universität von Durban-Westville (UDW für beide Einrichtungen) im Zeitraum von 1961 bis 1993 auf. Den statistischen Angaben nach wurde die Zahl zu Beginn des zweiten Semesters im jeweiligen Jahr ermittelt. Zur Veranschaulichung der Größenrelation wurden einzelne Jahre mit Angaben der Witwatersrand-Universität (Wits) versehen.
| Jahr | Inder UDW / Wits | Coloured | Afrikaner | Weiße | Total UDW | Total Wits (zum Vergleich) |
| ---- | ---------------- | -------- | --------- | ----- | --------- | -------------------------- |
| 1960 | - / 140          | -        | -         | -     | -         | 5449                       |
| 1961 | 120              | -        | -         | -     | 120       |                            |
| 1962 | 440              | -        | -         | -     | 440       |                            |
| 1963 | 637              | -        | -         | -     | 637       |                            |
| 1964 | 898              | -        | -         | -     | 898       |                            |
| 1965 | 1008 / 92        | 1        | -         | -     | 1009      | 6417                       |
| 1966 | 1384             | -        | -         | -     | 1384      |                            |
| 1967 | 1429             | -        | -         | -     | 1429      |                            |
| 1968 | 1407             | -        | -         | -     | 1407      |                            |
| 1969 | 1621             | -        | -         | -     | 1621      |                            |
| 1970 | 1654 / 293       | -        | -         | -     | 1654      | 9368                       |
| 1971 | 1710             | -        | -         | -     | 1710      |                            |
| 1972 | 2004             | -        | -         | -     | 2004      |                            |
| 1973 | 2192             | -        | -         | -     | 2192      |                            |
| 1974 | 2342 / 143       | -        | -         | -     | 2342      | 10.299                     |
| 1975 | k. A.            | k. A.    | k. A.     | k. A. | k. A.     |                            |
| 1976 | k. A.            | k. A.    | k. A.     | k. A. | k. A.     |                            |
| 1977 | 3482             | 39       | 1         | -     | 3522      |                            |
| 1978 | 4151             | 36       | 1         | 13    | 4201      |                            |
| 1979 | 4559             | 55       | 4         | 34    | 4652      |                            |
| 1980 | 4756 / 643       | 36       | 7         | 76    | 4875      | 13.243                     |
| 1981 | 4838             | 36       | 13        | 74    | 4961      |                            |
| 1982 | 4801             | 36       | 13        | 100   | 4950      |                            |
| 1983 | 5388             | 44       | 26        | 118   | 5576      |                            |
| 1984 | 6220             | 98       | 68        | 198   | 6584      |                            |
| 1985 | 5925 / 974       | 150      | 145       | 204   | 6424      | 16.306                     |
| 1986 | 5231             | 150      | 436       | 218   | 6035      |                            |
| 1987 | 5024             | 162      | 1181      | 279   | 6646      |                            |
| 1988 | -                | -        | -         | -     | k. A.     |                            |
| 1989 | 4502             | 166      | 2379      | 355   | 7402      |                            |
| 1990 | 4474 / 1664      | 154      | 2637      | 377   | 7642      | 19.148                     |
| 1991 | -                | -        | -         | -     | k. A.     |                            |
| 1992 | -                | -        | -         | -     | k. A.     |                            |
| 1993 | 5401 / 2143      | 169      | 4336      | 384   | 10.290    | 19.853                     |

## Bekannte Absolventen
- Patrick Dlamini, Direktor der Development Bank of Southern Africa
- Malusi Gigaba (* 1971), südafrikanischer Innenminister, ehemaliger Minister of Public Enterprises
- Pravin Gordhan (1949–2024), südafrikanischer Finanzminister
- Karthy Govender, Kommissar der South African Human Rights Commission
- Roy Padayachie, Minister für Öffentlichen Dienst und Verwaltung Minister of Public Service and Administration
- Zakeria Mohammed Yacoob, Richter am Verfassungsgericht der Republik Südafrika